# Annabelle Lanyon
Annabelle Lanyon est une actrice britannique née le 4 octobre 1960 à Greenwich.

## Filmographie
- 2008 : Shooting Jill
- 2000 : Arrest & Trial : Dorothy Bowyer
- 2000 : BloodHounds, Inc. #1: The Ghost of KRZY : Hippy Girl
- 1992 : Ruth Rendell Mysteries : Miss Elf
- 1989 : The Bill : Teenage Artist
- 1988 : Dream Demon : Little Jenny
- 1985 : Legend : Oona
- 1983 : Death of an Expert Witness : Nell Kerrison
- 1983 : Spooky
- 1982 : Nancy Astor : Nancy as a girl
- 1982 : Gulliver in Lilliput : Princess Glintchac
- 1982 : Nanny : Artemis Sackville
- 1981 : The Story of Ruth : Ruth à 10 ans
- 1980 : The Old Curiosity Shop : Small Servant
- 1979 : Quatermass : Isabel
- 1979 : The Quatermass Conclusion : Isabel
- 1977 : The Flockton Flyer : Jessica Carter
- 1976 : Clayhanger : Alicia Orgreave
- 1975 : The Brothers : Carol Hammond
- 1975 : Anne of Avonlea : Dora Keith
- 1974 : The Little Match Girl : Charlotte
- 1972 : Sykes : Amanda
- 1972 : Pardon My Genie : Tina